# Chelidonium zaitzevi
Chelidonium zaitzevi là một loài bọ cánh cứng trong họ Cerambycidae.